# Spilosoma venosa
Spilosoma venosa là một loài bướm đêm thuộc phân họ Arctiinae, họ Erebidae.